# Xã Bacon, Quận Vernon, Missouri
Xã Bacon (tiếng Anh: Bacon Township) là một xã thuộc quận Vernon, tiểu bang Missouri, Hoa Kỳ. Năm 2010, dân số của xã này là 669 người.